# Riothamus
Riothamus war ein spätantiker Heerführer im 5. Jahrhundert und wird als König der Brittonen in der Zeit um 470 betrachtet. Da der Name wahrscheinlich „Hochkönig“ (in einer latinisierten keltischen Form) bedeutet, wird oft angenommen, dass es sich um einen Titel, nicht um einen Personennamen handelt.

## Zur Person
Über die Person des Riothamus ist kaum etwas bekannt, zumal er nur in wenigen Quellen erwähnt wird. Vielfach wird angenommen, dass die Brittonen oder Brittani die Bretonen oder die Bevölkerung der britischen „Kolonie“ in Aremorica (Bretagne) bezeichnet. Aber die Erwähnung bei Jordanes in seinem Werk De origine actibusque Getarum (Die Ursprünge und Taten der Goten), dass Riothamus mit seinem angeblich 12.000 Mann zählenden Heer über den „Ozean“ in das Gebiet der Biturigen kam, um von dort aus dem weströmischen Kaiser Anthemius gegen Eurich, den König der Westgoten, zu Hilfe zu eilen, legt nahe, dass Riothamus ein Anführer im vormals römischen Britannien oder aber der Anführer der romano-britischen Bevölkerung auf beiden Seiten des Ärmelkanals war. Andererseits ist Jordanes oft wenig zuverlässig und er schrieb zudem erst Jahrzehnte später, so dass die Frage nicht endgültig zu entscheiden ist. Insgesamt ist es nach Ansicht vieler Forscher eher unwahrscheinlich, dass ein romano-britischer Anführer damals die Insel verlassen hätte, um auf dem Festland aktiv zu werden.
Jedenfalls scheint Riothamus noch eine Bindung zum weströmischen Staat verspürt zu haben, denn er nahm wie gesagt um 471 am Feldzug des Anthemius gegen Eurich teil. Er verabredete dabei mit Anthemius einen kombinierten Angriff auf das Westgotenreich, traf aber, noch ehe er seine Truppen mit jenen des Kaisers verbinden konnte, bei Vicus Dolensis (das heutige Déols) auf die Streitkräfte Eurichs und wurde von diesem geschlagen. Daraufhin zog er sich in das Burgundenreich zurück und hielt sich wohl noch einige Zeit mit seinen Truppen im Loirebereich. Von nun an verschwindet er aus den Quellen. Riothamus soll in der burgundischen Stadt Avallon gestorben sein, und zwar auf Grund der Verletzungen, die er in der Schlacht gegen die Westgoten erlitten hatte. Ein Brief an Riothamus von Sidonius Apollinaris, der Unterstützung gegen aufrührerische Bretonen einfordert, ist erhalten geblieben.
Riothamus wurde von manchen Forschern als historisches Vorbild von König Artus betrachtet (so von Geoffrey Ashe und Léon Fleuriot); wie alle derartigen Identifikationsversuche ist auch diese Hypothese problematisch. Vorausgesetzt, Riothamus herrschte tatsächlich in Britannien, so könnten seine Aktivitäten in Gallien demnach eine Grundlage für die spätere Überlieferung sein (die zuerst von Geoffrey von Monmouth in seiner Historia regum Britanniae berichtet wird), der zufolge König Artus den Kanal überquerte, um Rom anzugreifen. Auch der Verrat Mordreds an Artus sei in dem von Ashe dem gallischen Prätorianerpräfekten Arvandus unterstellten Verrat an Riothamus zu finden. Avallon könnte in diesem Fall das Vorbild für die Insel Avalon gewesen sein, auf die sich der schwer verwundete Artus der Sage nach zurückgezogen haben soll.